# Ultima Cena (Ponte Capriasca)
L'Ultima cena, copia del dipinto di Leonardo da Vinci del refettorio del santuario di Santa Maria delle Grazie, è un'opera attribuita nel 1735 a Cesare da Sesto, ma oggi a un anonimo leonardesco riferibile all'ambito della bottega di Bernardino Luini. Si trova a Ponte Capriasca nella chiesa di Sant'Ambrogio.
Si tratta di una buona copia del Cenacolo di Leonardo da Vinci, risalente al 1550 circa, sebbene con modifiche soprattutto nell'ambientazione e nello sfondo, dove compaiono le scene del sacrificio di Isacco e dell'orazione nell'orto degli ulivi.

## Galleria d'immagini

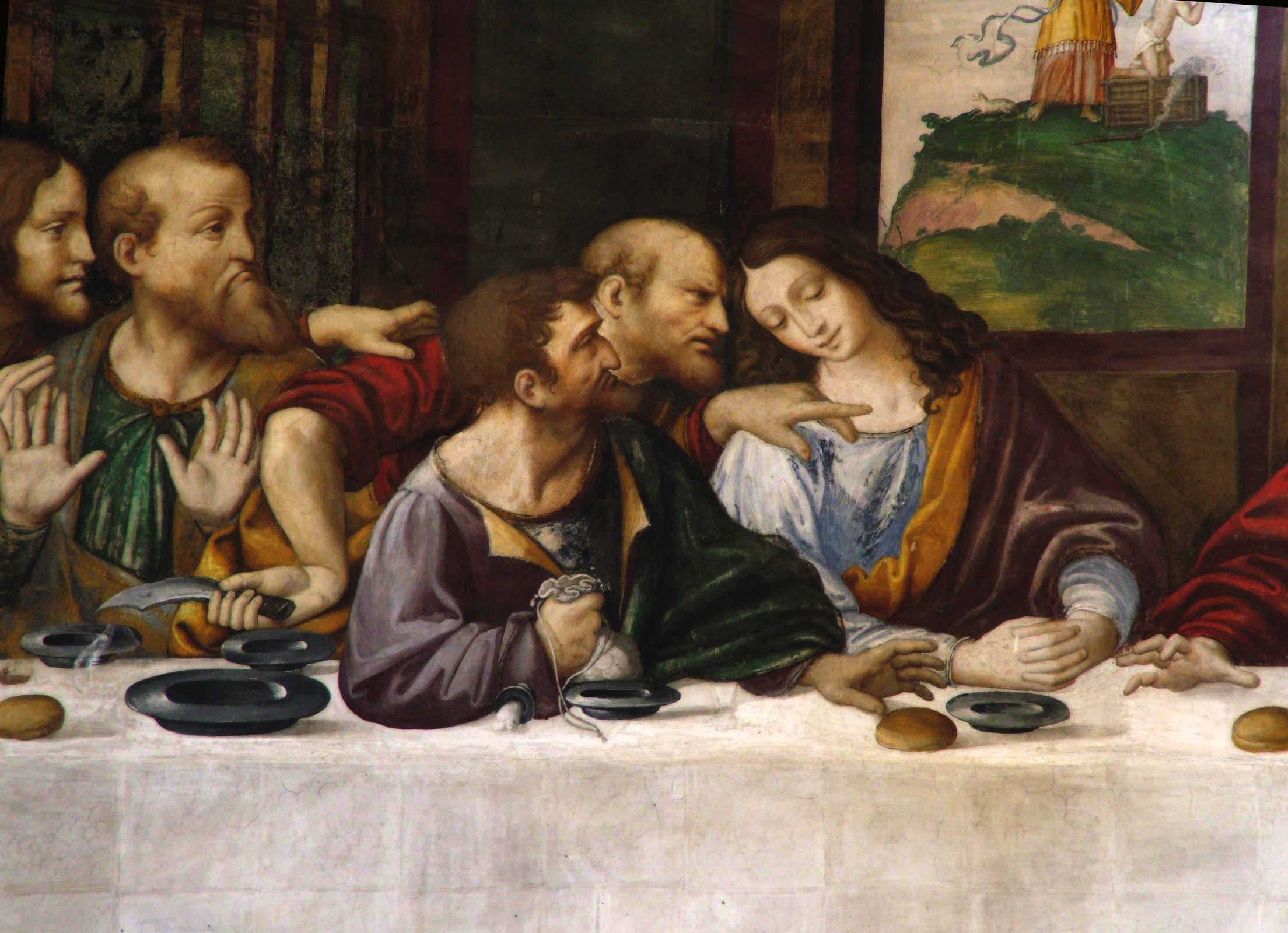
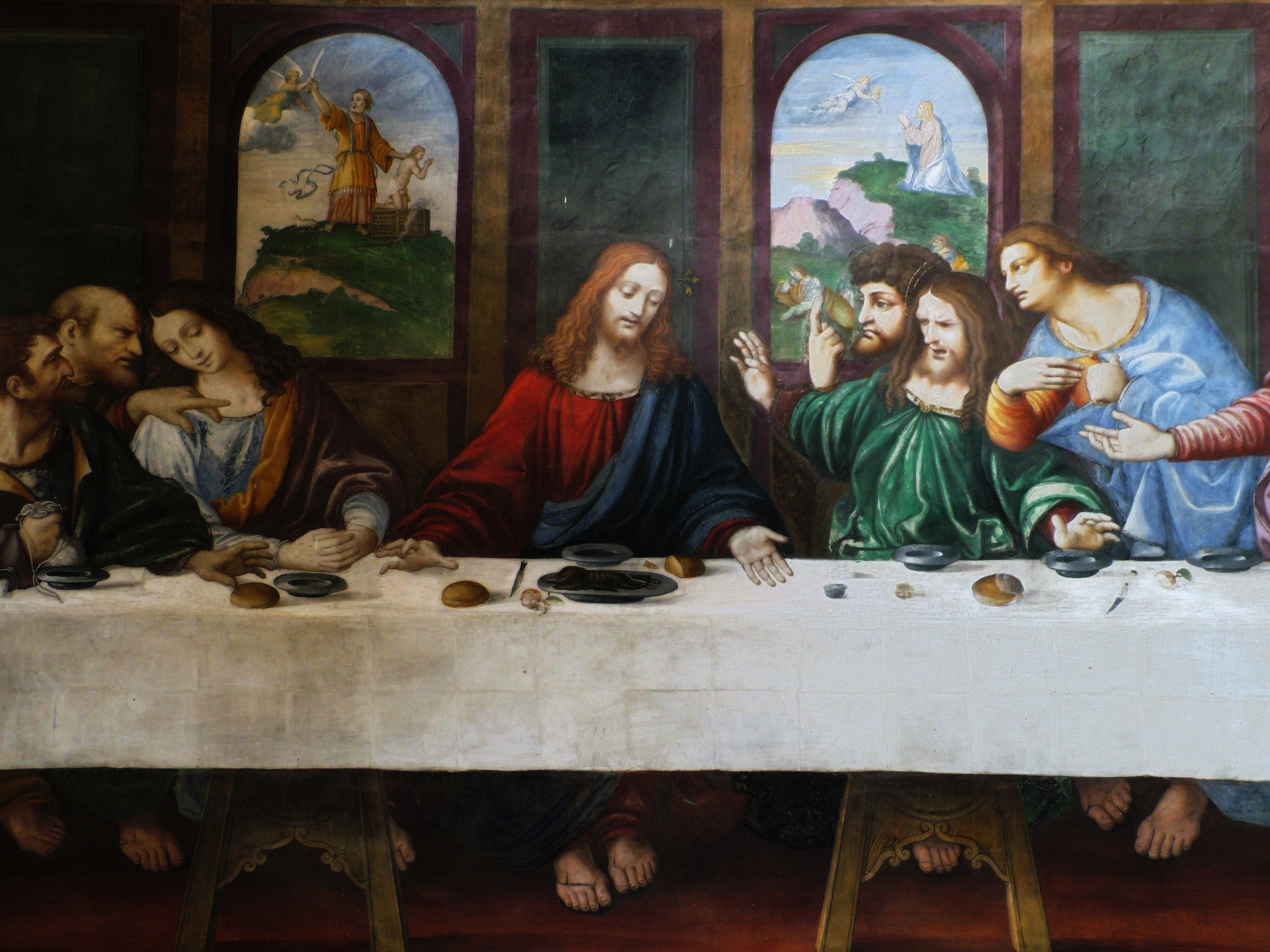